# Hydrolagus matallanasi
Hydrolagus matallanasi és una espècie molt rara de quimera d'aigües profundes que viu als oceans a fondàries de més de 600 m. Fou descoberta l'any 2001 per un equip de científics brasilers.
Aquest peix de 40 cm de longitud té una aparença inusual; presenta aletes pectorals en forma d'ales, una aleta dorsal puntejada i una llarga cua en forma de fuet. Aquesta quimera pot veure en foscor quasi total i sentir les radiacions electromagnètiques (fora de l'espectre visible) emeses per altres criatures gràcies a nervis exposats als costats del seu cos.